# Grodno

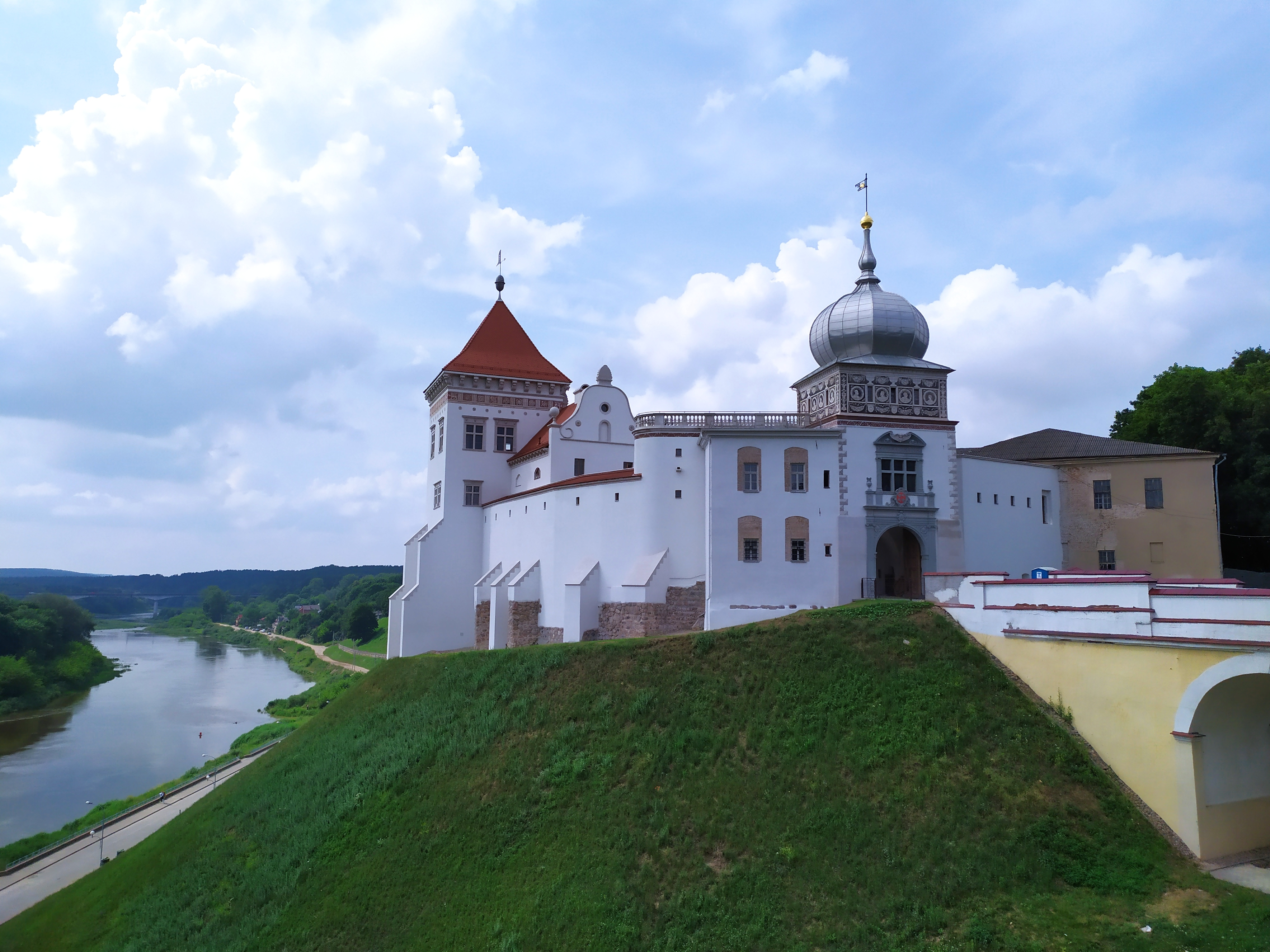
Stary Zamek w Grodnie

Grodno (biał. Гродна, Hrodna; ros. Гродно, Grodno; lit. Gardinas) – miasto obwodowe w zachodniej części Białorusi, nad Niemnem, w pobliżu granicy z Polską, siedziba administracyjna obwodu grodzieńskiego; 361 115 mieszkańców (2024); ośrodek przemysłowy; port lotniczy (nieobsługujący regularnych rejsów), węzłowa stacja kolejowa oraz węzeł drogowy, przystań rzeczna; uniwersytet (od 1978); siedziba Związku Polaków na Białorusi i polskiego konsulatu generalnego.
Miejsce obrad sejmików ziemskich powiatu grodzieńskiego od XVI wieku do pierwszej połowy XVIII wieku i sejmików powiatu oszmiańskiego w 1659 roku.

## Historia

### Średniowiecze
Grodno – wzmiankowane po raz pierwszy w 1128, w ruskiej kronice Powieść minionych lat jako miejsce, którym władał książę Wsiewłod. Stanowiło kulturowe, handlowe i przemysłowe centrum Czarnej Rusi, leżące na ważnym szlaku handlowym biegnącym na Mazowsze. W XII wieku zostało opanowane przez Litwinów, natomiast w poł. XIII wieku przez księcia halicko-włodzimierskiego Daniela Romanowicza.
W latach 1240–1280 rozgorzały walki o tereny, na których leżał gród, pomiędzy Litwinami i książętami ruskimi. W 1270 r. Grodno opanował litewski książę Trojden. Rządzili w nim też Erdzwiłł, Witenes, a także nietrwale Daniel Romanowicz i jego syn. W 1283 r. rozpoczęły się najazdy krzyżackie, które nękały Grodzieńszczyznę aż do bitwy pod Grunwaldem w 1410 roku. W sierpniu 1358 roku w Grodnie zawarty został układ graniczny między litewskim księciem Kiejstutem i księciem mazowieckim Siemowitem III.
W 1376 r. Grodno weszło ponownie w skład Wielkiego Księstwa Litewskiego. Na mocy unii w Krewie zawartej 10 lat później wraz z Wielkim Księstwem Litewskim formalnie włączone do Królestwa Polskiego. W tym czasie istniał w Grodnie drewniany gród z kamiennym stołpem, który atakowany był w czasie wojny Witolda z Jagiełłą w 1382, 1389 i 1390 r., a przez Zakon krzyżacki w latach 1284, 1295, 1306, 1311, 1312, 1328, 1363, 1373, 1375, 1377 i 1392. Krzyżacy pod dowództwem Konrada Wallenroda zdobyli go w końcu w 1393 r. W tym samym roku Grodno zostało siedzibą księcia Witolda, na którego rozkaz w 1398 r. wybudowano murowany gotycki zamek. Dwa lata później Grodno otrzymało niepełne prawo magdeburskie, zostając jednym z głównych miast księstwa. W grudniu 1400 roku Polacy i Litwini negocjowali w Grodnie warunki unii wileńsko-radomskiej. Kolejny najazd Krzyżaków na Grodno nastąpił w 1401 roku z powodu poparcia przez Witolda antykrzyżackiego powstania na Żmudzi.

### Panowanie Jagiellonów
W 1413 r. miasto zostało włączone do województwa trockiego jako miasto powiatowe I Rzeczypospolitej. Kazimierz Jagiellończyk jako wielki książę litewski rozszerzył w 1444 prawa miejskie Grodna, nadając miastu herb w postaci jelenia św. Huberta z krzyżem pomiędzy rogami. W tym czasie radą miejską kierowało na zmianę dwóch burmistrzów: prawosławny i katolicki. Jak większość miast na kresach było miastem wielokulturowym, gdzie współżyli obok siebie Polacy, Litwini, Białorusini, Rosjanie i Żydzi. Miasto uzyskało też prawo organizowania trzech tygodniowych jarmarków w dniach 3 maja, 13 lipca i 30 listopada. Na zamku w Grodnie Kazimierz Jagiellończyk zgodził się przyjąć koronę polską od rycerstwa małopolskiego. Tam też zmarł w 1492. Na zamku mieszkał i zmarł w 1483 syn króla Kazimierza – św. Kazimierz.
Miastu zasłużył się także król Aleksander Jagiellończyk, który nakazał budowę pierwszego stałego mostu przez Niemen oraz ustanowił pierwsze fundacje klasztorne bernardynów i augustianów. W czasach zarządzania dobrami królewskimi przez królową Bonę Sforzę przeprowadzono wiele reform organizacji miasta oraz nadano nowe przywileje handlowe. Na Horodnicy powstała rezydencja królowej. Pomiar miasta z 1558 wykazał w mieście 35 ulic i place z 700 domami.

### W Rzeczypospolitej Obojga Narodów

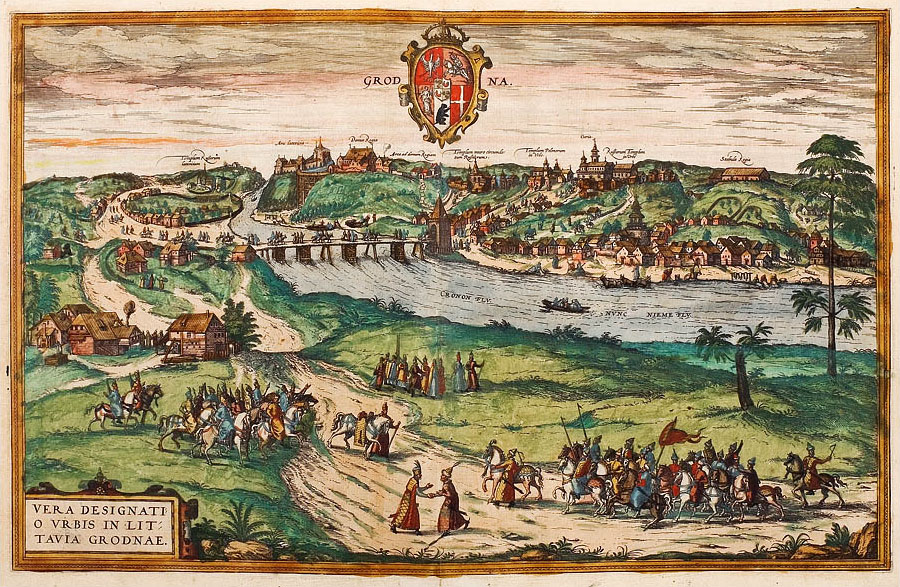
Grodno na panoramie Brauna i Hogenberga z 1575 r.

Na mocy unii lubelskiej w 1569 r. Grodno znalazło się w granicach Rzeczypospolitej Obojga Narodów. Było miastem królewskim Wielkiego Księstwa Litewskiego, położonym w powiecie grodzieńskim w województwie trockim.
Panowanie króla Stefana Batorego było określane jako „złote lata” miasta. Król lubił Grodno i mieszkał na zamku wiele lat. Przyjmował w mieście poselstwa, zwoływał w nim radę senatu, przedsięwziął starania by założyć w mieście kolegium jezuickie. Za jego panowania zamek ok. 1580 r. przebudowano w stylu renesansowym pod kierownictwem architekta Scoto z Parmy. Grodno stało się kwaterą główną króla w czasie wojny polsko-rosyjskiej 1577–1582. Zmarł na zamku w Grodnie 12 grudnia w 1586 roku, w czasie przygotowań się do kolejnej wojny z Moskwą, podczas których polował w Puszczy Molawickiej w Kundzinie, gdzie w nagłej chorobie został opatrzony ostatnimi sakramentami przed przewiezieniem do pobliskiego miasta nad Niemnem.
W 1602 r. rozpoczęto budowę kościoła i klasztoru bernardynów, który w 1618 wyświęcił biskup Eustachy Wołłowicz. Klasztor w następnych wiekach był siedzibą sejmików powiatowych szlachty grodzieńskiej. W 1621 do miasta przybyli jezuici. W 1624 roku miasto dotknęło morowe powietrze. W 1635 starosta upicki Eustachy Kurcz ufundował kościół franciszkanów. Około 1642 ukończono budowę kościoła i klasztoru brygidek. Po unii brzeskiej w mieście założono też klasztory dominikanów i karmelitów.
Rozwój miasta przerwała wojna polsko-rosyjska 1654–1667 podczas której w 1655 Grodno zajęły i zniszczyły wojska rosyjskie pod dowództwem Iwana Chowańskiego. Na wydany w lutym 1659 roku przez hetmana Pawła Sapiehę rozkaz, Grodno odbił pułkownik królewski Idzi Bremer.
W 1667 r. konsekrowano pierwszy niewielki kościół jezuitów (w pobliżu dzisiejszej katedry), a rok później kościół św. Krzyża należący do karmelitów. Po zniszczeniach wojennych kanclerz wielki litewski Krzysztof Pac odbudował zamek na siedzibę Sejmu i Senatu, ponieważ Sejm w 1673 uchwalił, że co trzeci sejm walny Rzeczypospolitej od 1678 będzie odbywał się w Grodnie (poza sejmami konwokacyjnym, elekcyjnym i koronacyjnym) – były to tzw. sejmy grodzieńskie. Miasto tym samym zyskało nieoficjalnie status trzeciej stolicy Rzeczypospolitej. Spowodowało to powstanie w mieście i okolicach wielu pałaców i dworów szlacheckich. Powstają wtedy m.in. pałace Radziwiłłów, Sapiehów, Puchalskich, Ogińskich. W 1700 roku ukończono także budowę przy rynku kościoła Jezuitów (obecnej katedry).

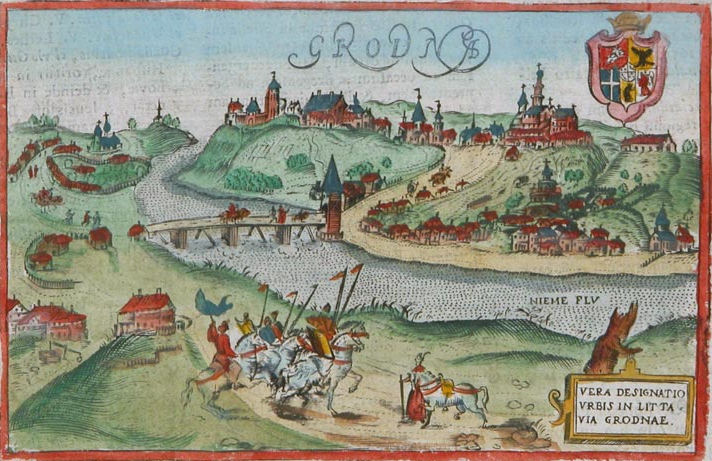
Grodno w XVIII wieku

W 1705 r. w mieście na Radzie grodzieńskiej spotkali się król August II Mocny i władca Rosji Piotr I Wielki. W 1706 w Grodnie bito szóstaki z wizerunkiem króla Augusta II, mimo jego abdykacji. Podczas III wojny północnej, w 1708 r. Grodno zniszczyli Szwedzi pod dowództwem Karola XII i od tego momentu stary zamek już nie odzyskał świetności. Były to także czasy ogromnych rabunków i kontrybucji dokonanych przez wojska rosyjskie. Spokojniejsze czasy nastały po konfederacji tarnogrodzkiej w 1715 i „sejmie niemym” w 1717 r. W 1718 r. król August II Mocny do Grodna zwołał po przerwie sejm, który obradował w budynkach za Pałacem Sapiehów (Batorówką). Następne sejmy w Grodnie odbyły się w latach 1726, 1729, 1730. W 1736 ukończono budowę murowanego, trójnawowego kościoła karmelitów. W czasach panowania króla Augusta III Sasa, na obrady parlamentu zaczęto budować nowy pałac królewski (Dolny Zamek), jednak sejmy zwołano tylko w 1744 i 1752 r. W tym czasie w mieście działało 14 cechów rzemieślniczych.
Już w roku wyboru na tron króla Stanisława Augusta Poniatowskiego, do miasta przeniesiono Trybunał Skarbowy. W 1753 miasto strawił pożar. W latach 1765–1780 nastał w mieście czas zwany „Holandią kwitnącą” za sprawą działań, które wdrożył podskarbi wielki litewski Antoni Tyzenhaus otwierając w mieście 18 manufaktur, fabryk i zakładów. Podskarbi wybudował też nowy pałac w dzielnicy Horodnica. W 1773 zamieniono kolegium jezuitów w szkołę wydziałową Komisji Edukacji Narodowej. W 1775 utworzona została Królewska Szkoła Lekarska, przy której w tym samym roku założono Królewski Ogród Botaniczny, pierwszy polski ogród botaniczny. W tym też czasie utworzono pierwszy w mieście teatr. W 1776 zaczęto wydawać „Gazetę Grodzieńską” i „Rocznik Gospodarski”. Rozwój miasta przerwały odebranie stanowiska Tyzenhausowi w 1780 i wielki pożar śródmieścia z ratuszem i farą w 1782 roku.
W roku 1784 miasto po raz pierwszy odwiedził z zespołem teatralnym Wojciech Bogusławski. W dniu 6 lipca 1792 miasto zajął Piotr Dołgoruki na czele wojsk rosyjskich. Rok później na Dolnym Zamku, w który wymierzyły działa wojska rosyjskie, odbył się niesławny sejm grodzieński, który zatwierdził II rozbiór Polski. Od maja 1794 urzędowała na zamku Grodzieńska Komisja Porządkowa, a później Centralna Deputacja Wielkiego Księstwa Litewskiego Rzeczypospolitej. 30 września 1794 do Grodna przybył Tadeusz Kościuszko na czele wojsk powstańczych, jednak po upadku insurekcji kościuszkowskiej miasto ponownie opanowali Rosjanie. W dniu 25 listopada 1795 na Zamku abdykował król Polski, który opuścił miasto w 1797. Pod koniec XVIII w. w Grodnie było 9 kościołów i klasztorów rzymskokatolickich i dwie cerkwie unickie z klasztorami (bazylianów i bazylianek).

### W zaborze rosyjskim

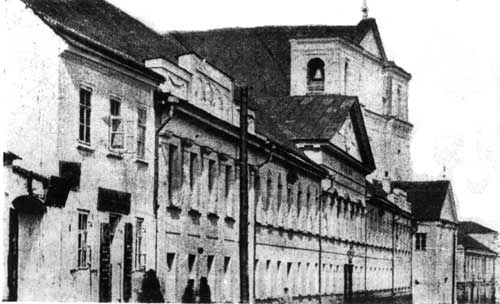
Nieistniejący już kościół Dominikanów w Grodnie

Po III rozbiorze Polski w 1795 roku Grodno znalazło się w zaborze rosyjskim.
Grodno w 1801 r. stało się siedzibą nowej rosyjskiej guberni grodzieńskiej (wcześniej wchodziło w skład guberni słonimskiej i litewskiej). W 1812 r. miasto zostało na krótko zajęte przez francuskie i polskie wojska Hieronima Bonaparte (od 2 czerwca do 8 grudnia). Kongres wiedeński wytyczył granice rosyjskiego Królestwa Polskiego (Kongresowego) ok. 3 km od miasta. Po powstaniu listopadowym w 1830 r. w mieście rozpoczęła się fala rusyfikacji, kasowano klasztory, zlikwidowano też w 1839 r. unię kościelną. Gubernatorem został Michał Murawiew zwany „Wieszatielem”.

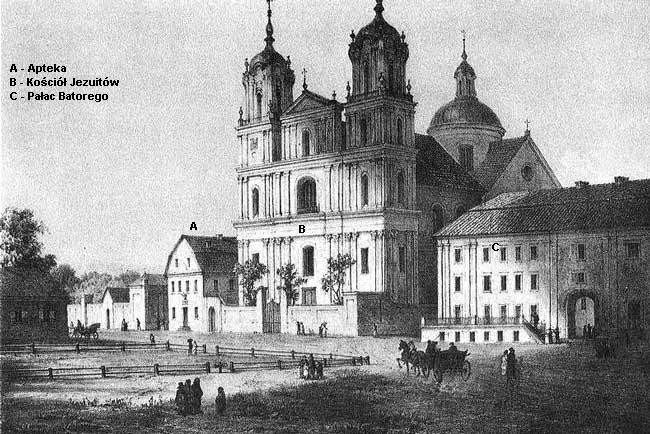
Apteka, kościół jezuitów i Pałac Batorego w XIX wieku

Przez cały okres zaborów pozostawało ważnym ośrodkiem ruchu narodowego. 12 sierpnia 1861 roku w Grodnie, tak jak w Wilnie i Kownie, uroczyście obchodzono rocznicę Unii Lubelskiej między Litwą i Koroną, jednak pokojowa manifestacja została brutalnie rozpędzona przez rosyjskie wojsko. Mieszkańcy ziemi grodzieńskiej licznie uczestniczyli w powstaniu styczniowym. W tym czasie ruchem powstańczym w Grodnie kierowali Celestyn Ciechanowski, Apollo Hofmeister i Stanisław Sylwestrowicz. Erazm Zabłocki (1831–1884) był w czasie powstania styczniowego naczelnikiem cywilnym do czerwca 1863 r., a następnie komisarzem woj. grodzieńskiego. Po upadku powstania, w zamku umieszczono więzienie dla schwytanych jego uczestników. Miasto w tym czasie liczyło około 20 tys. mieszkańców. Zaczęła się też kolejna fala rusyfikacji, m.in. wyburzano kościoły np. dominikanów, a gotycką farę przebudowano na cerkiew. W 1866 r. Rosjanie wydali zakaz mówienia po polsku w życiu publicznym, dlatego spotykano się potajemnie w domach mieszczańskich by organizować spotkania teatralne, muzyczne i literackie. Ogólny upadek miasta zahamowało w 1861 przeprowadzenie linii kolei Warszawsko-Petersburskiej. W 1870 r. poświęcono cerkiew św. Aleksandra Newskiego. W 1885 roku wiele zabytków zostało bezpowrotnie zniszczonych w wyniku pożaru. W latach 1894–1910 w mieście mieszkała Eliza Orzeszkowa, aktywnie powstrzymująca rusyfikację.
W 1905 r. Rosjanie wybudowali cerkiew Opieki Matki Bożej. Dzięki inicjatywie mieszkańców w 1907 r. zainstalowano pierwsze telefony. W 1909 r. powstał most żelazny przez Niemen, a w 1912 r. miasto zelektryfikowano.

### I wojna światowa

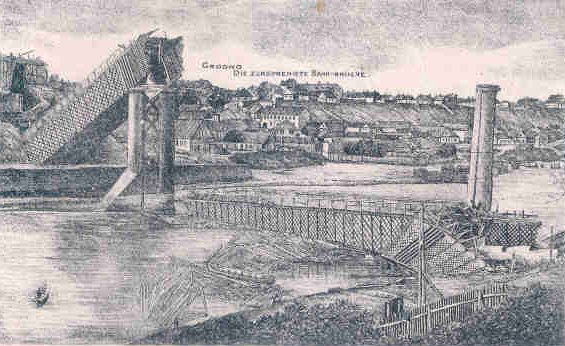
Zniszczony most w 1915 r.

W okresie I wojny światowej miasto było okupowane przez Niemców, którzy wkroczyli do miasta 3 września 1915 roku, grabiąc przy okazji bibliotekę dominikańską. Pod koniec I wojny światowej niemieckie władze okupacyjne prowadziły w Grodnie politykę maksymalnego osłabiania wpływów polskich. Miasto zostało oddzielone od Królestwa Kongresowego pierścieniową linią demarkacyjną, która utrudniała kontakt miejscowych Polaków z władzami w Warszawie. Niemcy tolerowali w mieście tworzące się organizacje białoruskie i litewskie, jednocześnie zwalczając polskie. W związku z ofensywą wojsk bolszewickich od grudnia 1918 do wiosny 1919 roku do Grodna przeniosły się z Mińska instytucje Białoruskiej Republiki Ludowej, w czasie gdy próby tworzenia administracji polskiej były blokowane przez niemieckich okupantów.

### W granicach odrodzonej Polski

Przedwojenny herb Grodna

15 kwietnia, a następnie 27 kwietnia 1919 r., w Grodnie pojawiły się pierwsze polskie oddziały. Miasto zostało opuszczone ostatecznie przez wojska niemieckie w dniu 29 kwietnia. 3 maja 1919 roku odbyła się w mieście defilada polskich i białoruskich oddziałów, do której przygrywała białoruska orkiestra wojskowa. 3 czerwca 1919 roku do Grodna przyjechał Józef Piłsudski, który przyjął na zamku płk. Eugeniusza Hajdukiewicza, pełniącego tymczasowo obowiązki dowódcy 1 Białoruskiego pułku piechoty.
W 1920 r. Grodno dwukrotnie stało się areną działań zbrojnych, jako ważny węzeł komunikacyjny na froncie polsko-bolszewickim. W dniach 18–23 lipca 1920 r. toczyły się w obronie Grodna walki oddziałów polskich dowodzonych przez gen. Stefana Mokrzeckiego i gen. Lucjana Żeligowskiego z nacierającym 3 Korpusem Kawalerii bolszewickiej, dowodzonym przez Gaja Chana i częścią 4 Armii bolszewickiej. Utrata miasta zagrażała trwałości polskiej obrony na Niemnie i odsłaniała bolszewikom najkrótszą drogę znad Niemna na Warszawę. 22 lipca na południe od Grodna oddziały polskie wyparły nieprzyjaciela z Korobczyc, Kamionki i Olszynki. Walki trwały ze zmiennym sukcesem. O ich rezultacie przesądził sukces 15 Armii bolszewickiej, która przełamała front polski nad Świsłoczą i ruszyła częścią sił na Indurę. Spowodowało to, że wojska polskie rozpoczęły odwrót nad Narew i Bug, jednak Bitwa o Grodno w lipcu 1920 r. na tydzień zatrzymała marsz 3 Korpusu Gaja na zachód. Podczas odwrotu wojsk polskich z Grodna doszło do pogromów ludności żydowskiej (późniejsza interpelacja poselska sejmowego koła żydowskiego wspominała tortury, mordy, gwałty i grabieże dokonywane przez żołnierzy i oficerów). Okupacja bolszewicka trwała 10 tygodni.
Po Bitwie Warszawskiej rozpoczęto we wrześniu 1920 roku przygotowania do operacji zaczepnej nad Niemnem, w trakcie których zdobycie Grodna powierzono 2 Armii Wojska Polskiego pod dowództwem gen. Edwarda Rydza-Śmigłego. Rydz-Śmigły wyznaczył do tego zadania 21 Dywizję Górską gen. Andrzeja Galicy i 22 Dywizję Ochotniczą płk. Adama Koca, wsparte grupą artylerii ciężkiej gen. Ledóchowskiego. Razem 11600 żołnierzy i 107 dział[5]. Jednostki te 20 września uderzyły z lasów augustowskich na 5 i 6 Dywizję Strzelców, co zaskoczyło Rosjan, w związku z czym wycofali się w stronę fortów Grodna, pod które w pościgu za nimi podeszła 22 Dywizja Ochotnicza, a 21 Dywizja Górska opanowała Kuźnicę. Dnia 21 września przeciwnatarcie przeprowadziły 5 Dywizja na Kuźnicę i 6 Dywizja na Nowy Dwór, które zostały powstrzymane przez Polaków. Do zaciętych walk doszło pod Odelskiem, gdzie kontratakujący uderzali w prawe skrzydło dywizji gen. Galicy. Sowieci zaangażowani w walki pod Grodnem z 21 i 22 dywizją oraz 3 DP Leg. pod Brzostowicą Wielką nie rozpoznali przygotowań do ataku Grupy Manewrowej na północy. 23 września obie strony przeszły do uderzeń. 21 DGór. walczyła o opanowanie przepraw na Niemnie pod Konatowem na południe od Grodna, a 22 DOchot. po uchwyceniu przepraw pod Ballą Solną, okrążała Grodno od północy. Działający na lewym skrzydle 205 pułk piechoty (dowódca mjr Bernard Mond) z dwoma dywizjonami artylerii w nocy 22/23 września uchwycił uszkodzony przez Litwinów most pod Hożą i rozpoczął przeprawę. Po południu wiadomość o przeprawie Monda dotarła do sztabu 2 Armii, gdzie oczekiwano rezultatów walk pod Grodnem, od których Piłsudski uzależniał atak Grupy Manewrowej na tyły Rosjan[5]. Gen Rydz-Śmigły o 16.30 wydał rozkaz, który 2 Brygadę Jazdy skierował na Grodno z zadaniem połączenia się z 205 pp. Wieczorem 24 września pod Nowym Dworem poddał się Polakom sowiecki 49 pułk. W dniu 25 września 21 DGór. zmusiła do odwrotu sowiecką 5 DS, a 1 pułk strzelców podhalańskich opanował umocnienia między fortami 5 i 6 twierdzy Grodno. Grupa Monda zdobyła forty 13 i 13 a. Z kolei 22 DOchot. opanowała fort 4. Rosjanie bez walki opuścili forty 1, 2 i 3. W nocy 25/26 września 22 Dywizja Ochotnicza wkroczyła do Grodna.
W 1921 r., na mocy Traktatu ryskiego, Grodno oficjalnie weszło w skład II Rzeczypospolitej. Administracyjna i gospodarcza rola miasta uległa wówczas degradacji na korzyść sąsiedniego Białegostoku (tam przeniesiono m.in. siedzibę województwa). W kwietniu 1923 roku ukończono odbudowę mostu kolejowego przez Niemen.

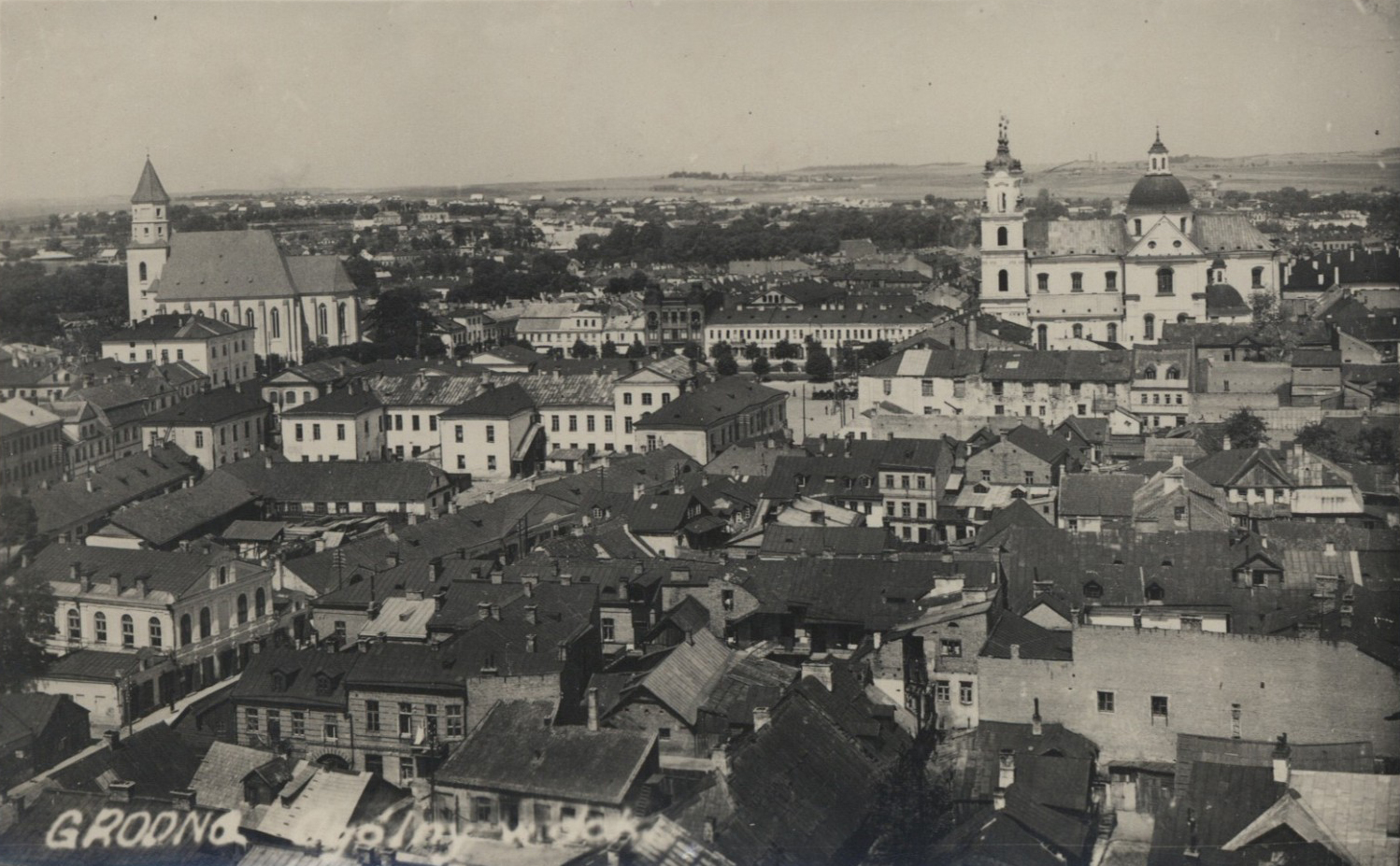
Panorama Grodna ok. 1935 roku

Przedwojenne Grodno było siedzibą władz powiatowych. Liczyło prawie 60 tysięcy mieszkańców, wśród których przeważali Polacy (60%) i Żydzi (37%), przy nieznacznym udziale procentowym Litwinów i Białorusinów (3%). Dochodziło do napięć na tle narodowościowym. W czerwcu 1935 roku podczas zabawy tanecznej doszło do zabójstwa marynarza, którego pogrzeb przerodził się w zamieszki antyżydowskie. Władze sanacyjne zakazały prasie pisania o zajściach, a gazety które złamały zakaz zostały skonfiskowane.
W 1929 r. społeczność żydowska miała na terenie miasta trzy synagogi oraz szpital. Funkcjonował Związek Rzemieślników Żydów. W 1930 roku uruchomiono autobusową komunikację miejską.
W okresie międzywojennym powstały Kresowa Fabryka Rowerów i Motocykli „Niemen”, Zakłady Graficzne, Fabryka Wyrobów Introligatorskich, browary Margolisa, Słuckiego, Dojlidy. Zbudowano na Zaniemeniu nowy budynek dla Fabryki Tytoniu. Jako ważny ośrodek kultury polskiej na Kresach, Grodno szczyciło się szeregiem szkół i bibliotek. Miasto miało dwa stałe teatry oraz Muzeum Przyrodnicze i Muzeum Historyczne na zamku, które założył Józef Jodkowski. W mieście działało harcerstwo. Powstał także ogród zoologiczny. W latach 1922–1927 w Grodnie mieszkała i tworzyła Zofia Nałkowska. W 1929 odsłonięto pomnik Elizy Orzeszkowej, a w 1930 zbudowano nowy most przez Niemen. W 1938 zburzono cerkiew św. Aleksandra Newskiego.

### Agresja i okupacja sowiecka
20 września 1939 do Grodna wtargnęły kolumny czołgów Armii Czerwonej, próbując zdobyć miasto z marszu, rozpoczęła się obrona Grodna. Polscy żołnierze wspomagani przez cywilnych ochotników na których czele stał Stanisław Skarżyński, kawaler Krzyża Srebrnego Orderu Wojennego Virtuti Militari w wojnie polsko-bolszewickiej 1919–1921 r., osadnik wojskowy na Grodzieńszczyźnie, który zniszczył pierwszy czołg sowiecki w Grodnie, a po wkroczeniu wojsk radzieckich został rozstrzelany przez NKWD, a także, m.in. harcerzy grodzieńskich, walczyli z przeważającymi siłami wroga (Obrona Grodna) aż do wieczora 21 września. Po upadku miasta, Sowieci dokonali bez sądu egzekucji około 300 obrońców, w tym szkolnej młodzieży (na Psiej Górce rozstrzelano m.in. 20 uczniów broniących Domu Strzelca). Od 22 września na mocy paktu Ribbentrop-Mołotow Grodno pozostawało pod okupacją sowiecką, włączone do sowieckiej Białorusi jako siedziba rejonu w obwodzie białostockim.

### Okupacja niemiecka
Po ataku Niemiec hitlerowskich na ZSRR, funkcjonariusze NKWD zamordowali 22 czerwca 1941 roku w więzieniu w Grodnie kilkadziesiąt osób więzionych w karcerach. W wyniku niemieckiego bombardowania bardzo poważnie zostały zniszczone rejony miasta pomiędzy rynkiem i rzeką. Niemcy zajęli zrujnowane miasto wieczorem 23 czerwca dywizjami 8. Korpusu z 9. Armii. Do 1944 roku miasto znajdowało się pod okupacją niemiecką. Niemcy wymordowali Żydów, umieszczając ich wcześniej w dwóch gettach (getto w Grodnie). Wojska niemieckie wycofały bez walki z Grodna w nocy z 16/17 lipca 1944 roku. Następnego dnia do miasta wkroczyły wojska sowieckie.

### Po wojnie

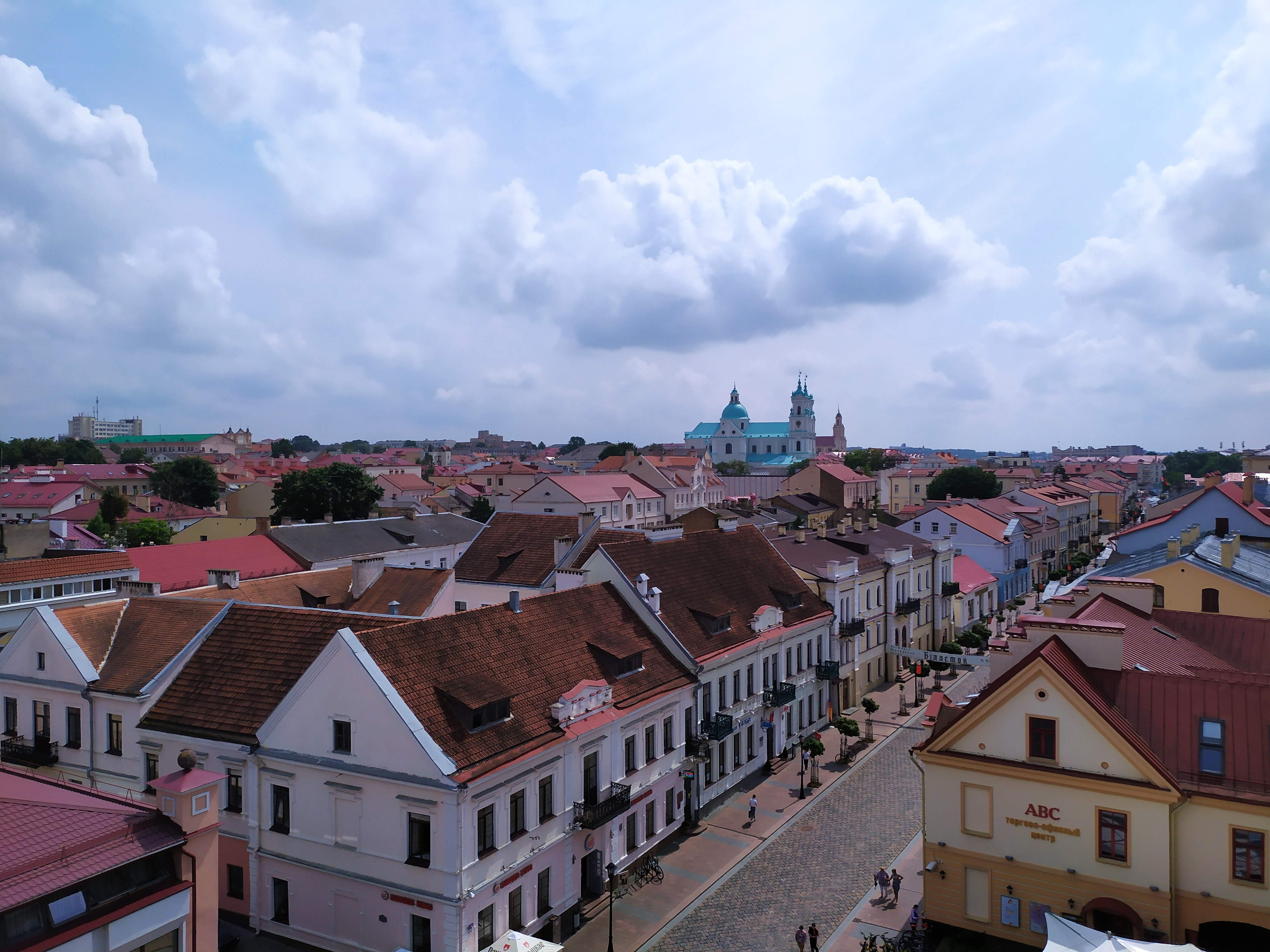
Panorama Starego Miasta w Grodnie w 2021 roku

Na mocy postanowień konferencji jałtańskiej, władze sowieckie zobowiązały się do zwrotu Polsce terytoriów na zachód od linii Curzona. Linia w pobliżu Grodna przebiegała po rzece Niemen, pozostawiając po stronie polskiej lewobrzeżną część miasta. W rzeczywistości jednak granicę na tym odcinku wytyczono średnio o 15–22 km na zachód od linii Curzona, w związku z czym całe Grodno znalazło się na terytorium Białoruskiej SRR. W lipcu 1944 roku mieszkańcy miasta utworzyli komitet, który kierował listy od mieszkańców do różnych instytucji polskich z prośbą o pozostawienie Grodna w składzie Polski. Apele jednak pozostały bezskuteczne. Miasto stało się w lipcu 1944 ponownie częścią ZSRR i pozostało nią aż do jego rozwiązania w 1991. W latach 1946–1950 obie części miasta połączone były mostem pontonowym, który zastąpił odbudowany w 1950 roku most drogowy. W 1961 władze komunistyczne kazały wysadzić najstarszy kościół miasta, tzw. Farę Witoldową. W latach 60. XX wieku zburzono też barokowy kościół i klasztor Bernardynek. W 1974 uruchomiono komunikację trolejbusową. Obecnie miasto znajduje się w składzie Republiki Białorusi.
W Grodnie działał pełnomocnik okręgowy dla terenu przedwojennego powiatu, który rejestrował kandydatów do wyjazdu – 98 985 osób do 15 września 1945, których wyjechało 23,3%. Na przełomie 1945/1946 rejestrację wznowiono, zarejestrowano 143 300 osób, z których wyjechało 20,4%. Polacy wyjechali m.in. do powiatu oleckiego na Mazurach.

## Flaga
Flaga miasta Grodna została ustanowiona 17 lipca 2006 ukazem prezydenta Białorusi nr 455.

## Demografia
| Rok                | 1588  | 1856 | 1897 | 1913 | 1931 | 1939 | 1956 | 1965 | 1980 | 1988 | 2005  | 2009  | 2015  | 2016  | 2017  | 2020  |
| ------------------ | ----- | ---- | ---- | ---- | ---- | ---- | ---- | ---- | ---- | ---- | ----- | ----- | ----- | ----- | ----- | ----- |
| Populacja (w tys.) | оk. 4 | 18,4 | 46,9 | 63   | 49   | 57,2 | 65   | 98   | 202  | 272  | 317,3 | 327,5 | 362,9 | 365,6 | 370,9 | 356,9 |

Według Powszechnego Spisu Ludności z 1921 roku miasto zamieszkiwały 34 694 osoby, wśród których 12.053 było wyznania rzymskokatolickiego, 3.649 prawosławnego, 230 ewangelickiego, 18.697 mojżeszowego, 19 innego chrześcijańskiego i 38 innego. Jednocześnie 17.303 mieszkańców zadeklarowało polską przynależność narodową, 1.488 białoruską, 15.056 żydowską, a 756 inną. Było tu 2.875 budynków mieszkalnych. 

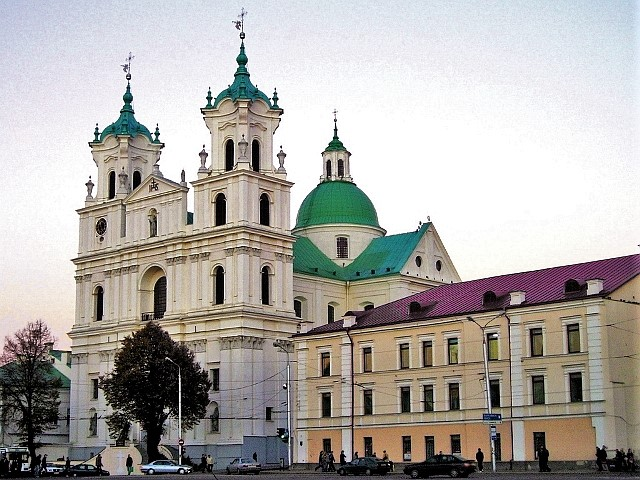
Bazylika katedralna Świętego Franciszka Ksawerego (dawniej kościół jezuitów) i Batorówka

W 2009 roku populacja Grodna wynosiła 327 540 osób. Miasto jest zamieszkane przede wszystkim przez Białorusinów, Polaków i Rosjan.
| Białorusini | 62,57% | 204 927 |
| Polacy      | 19,74% | 64 642  |
| Rosjanie    | 12,2%  | 39 955  |
| Ukraińcy    | 1,82%  | 5952    |
| Żydzi       | 0,11%  | 354     |

## Turystyka

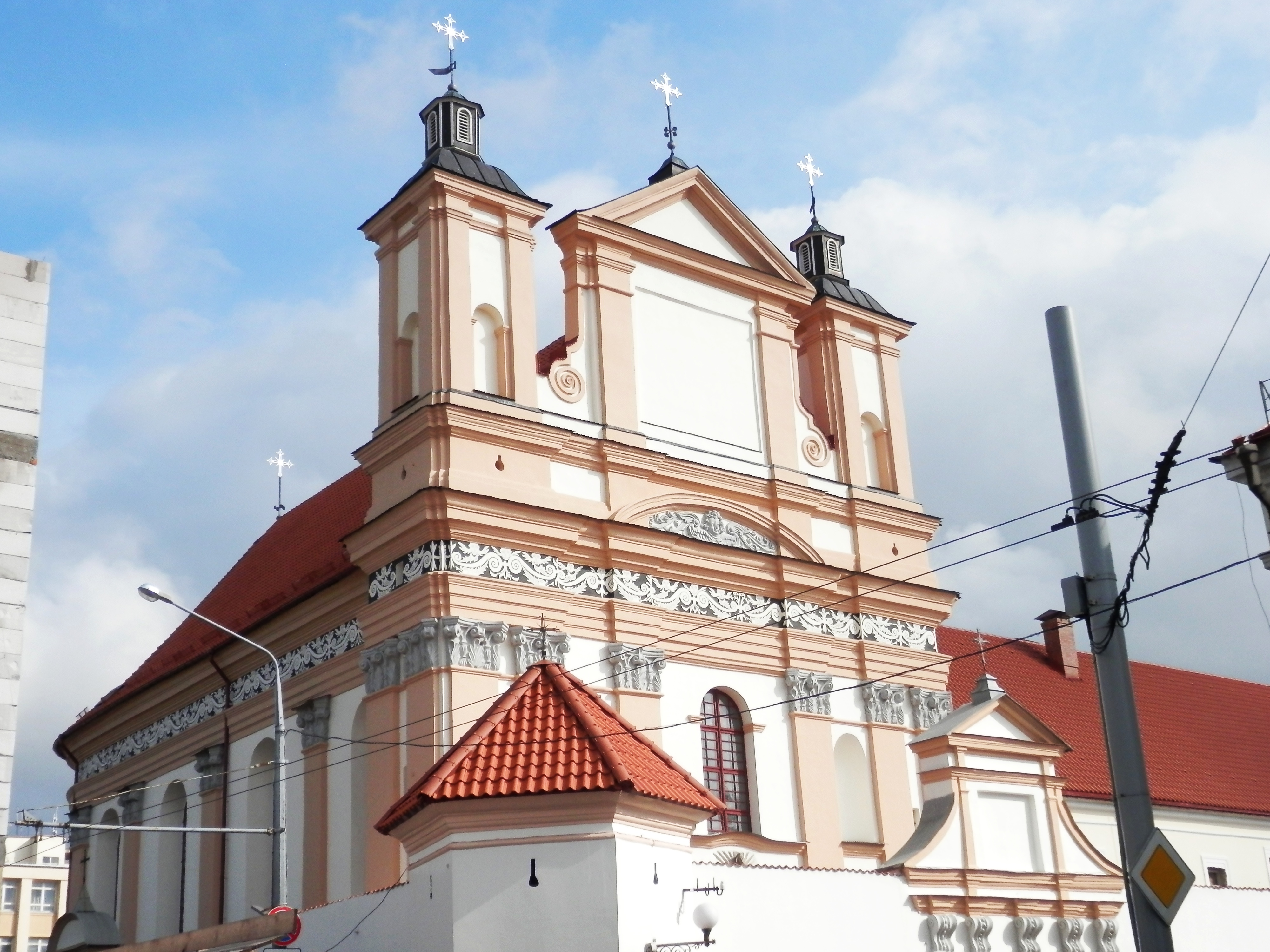
Kościół i klasztor brygidek

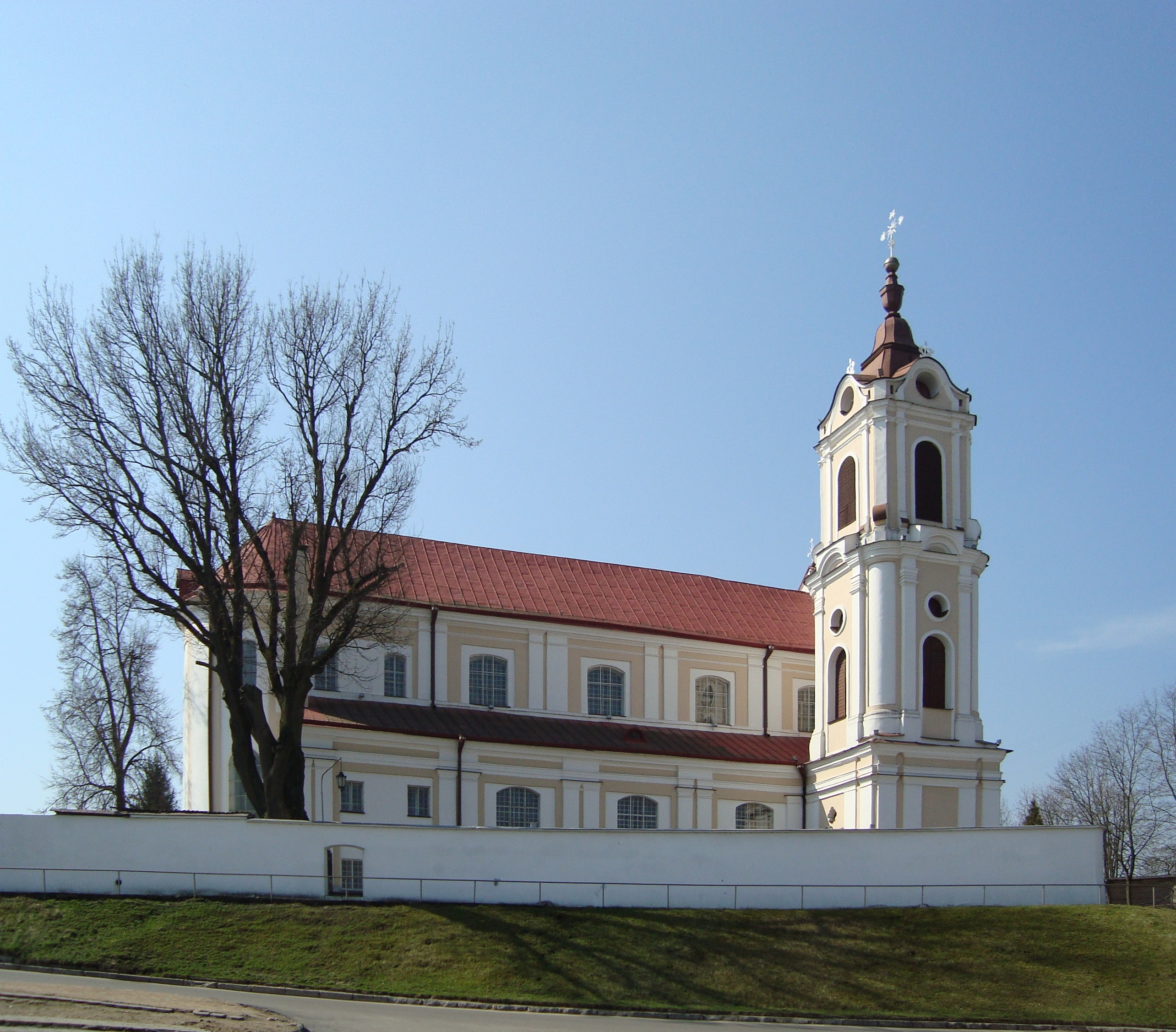
Kościół franciszkanów MB Anielskiej

### Zabytki

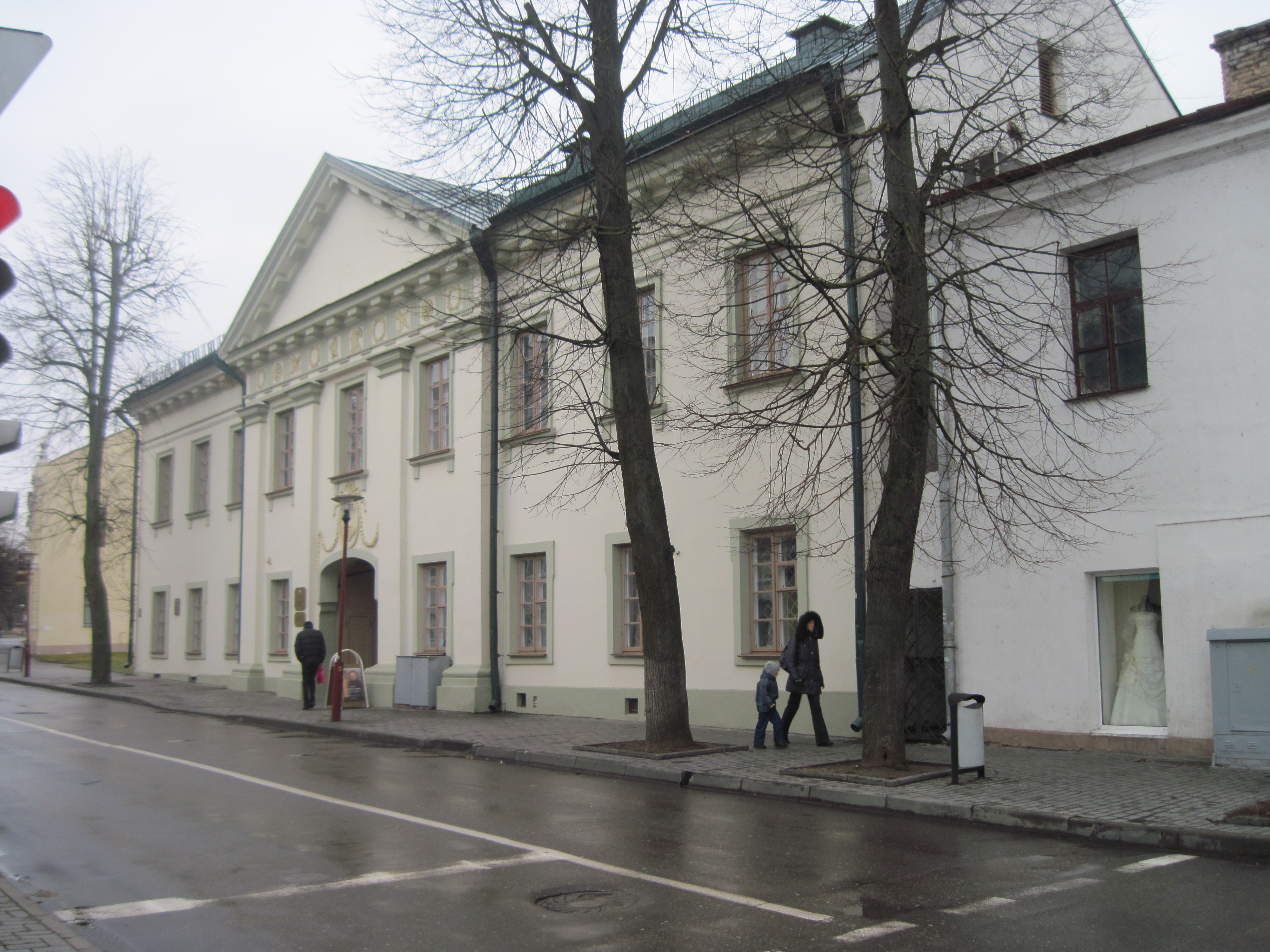
Pałac Chreptowiczów

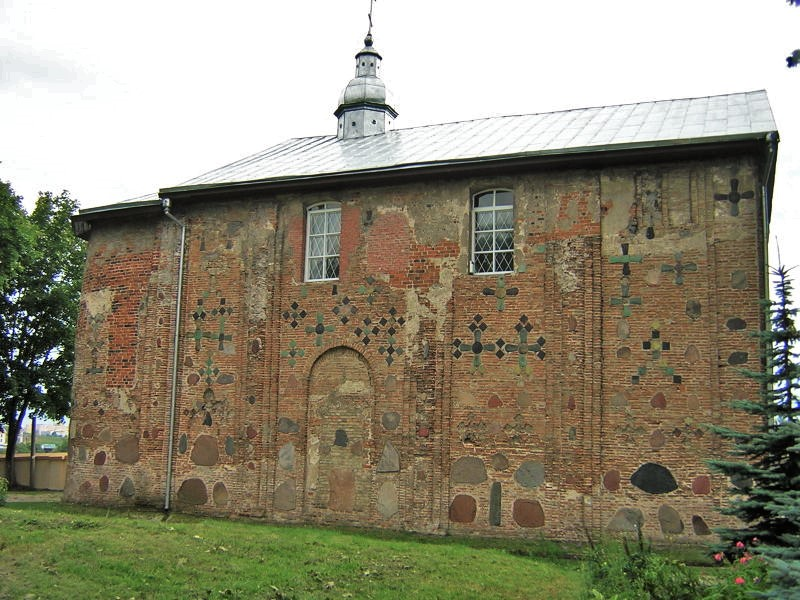
Cerkiew Świętych Borysa i Gleba

#### istniejące
- Cerkiew Świętych Borysa i Gleba, tzw. Kołoża z I poł. XII wieku
- Stary Zamek z końca XIV w., kilkakrotnie przebudowywany
- Nowy Zamek z poł. XVIII w.
- Kościół pojezuicki św. Franciszka Ksawerego – katedra
- Kościół pobernardyński Znalezienia Krzyża Świętego
- Kościół Zwiastowania NMP i klasztor Brygidek
- Kościół Matki Bożej Anielskiej i klasztor Franciszkanów
- Batorówka w Grodnie z poł. XVI w.
- Apteka jezuicka z 1709 roku
- Cerkiew i klasztor bazylianek z XVIII w.
- Pałac Chreptowiczów z końca XVIII w.
- Zespół zabudowań wzniesionych przez Antoniego Tyzenhauza w dzielnicy Horodnica:
  - Pałac Stanisławówka w Grodnie z 2 poł. XVIII w.
  - Dwór Administratora z XVIII w., późniejszy Pałac Walickiego
  - Krzywa oficyna z XVIII w.
  - Dom Majstra z XVIII w.
  - Teatr z 1772 r., obecnie Teatr Lalek[32]
- Kościół ewangelicko-augsburski św. Jana
- Sobór Opieki Matki Bożej
- Dom Elizy Orzeszkowej
- Dwór Poniemuń zbudowany jako pałacyk myśliwski w XVIII w. dla króla Stanisława Augusta Poniatowskiego, w 1 poł. XIX wieku należał do Romana Lachnickiego, dwór jest zlokalizowany w południowo-wschodniej części miasta[33]
- Pałac Sapiehów z XVII w., ob. browar
- Pałac Czetweryńskich z 2 poł. XVIII w., pierwotnie Akademia Medyczna WKL, ob. teren wojskowy, ul. Orzeszkowej 20
- Synagoga chóralna w Grodnie z 1905 r.
- Synagoga Chajej Odom z 1875[34]
- Synagoga Orach Chaim lub Benachim z 1856[35]
- Cmentarz Farny w Grodnie
- Cmentarz Garnizonowy przy ul. Biełusza z kwaterą żołnierzy Wojska Polskiego z lat 1919–1920 r.
- Cmentarz Franciszkański ze znajdującą się po lewej stronie alei głównej mogiłą żołnierzy Wojska Polskiego z lipca 1920 r.

#### nieistniejące
- Fara Witoldowa – gotycka świątynia z XIV w., zburzona w 1961 r.
- Kościół NMP Różańcowej i klasztor Dominikanów w Grodnie z 1632 r.
- Klasztor Augustianów w Grodnie gotycki, z XV w.
- Klasztor Bonifratrów w Grodnie z XVIII w.
- Kościół i klasztor Bernardynek w Grodnie z XVII w.
- Kościół Podwyższenia Krzyża i klasztor Karmelitów w Grodnie z 1630 r.
- Klasztor unicki Bazylianów w Grodnie
- Pałac Radziwiłłów z XVIII w.
- Pałac Tyzenhausa na Horodnicy z XVIII w.
- Pałac Massalskich
- Pałac Sanguszków
- Pałac Ogińskich
- Ratusz w Grodnie z XVIII w. zburzony w 1947 r.
- Synagoga w Grodnie, drewniana z XVIII w., spalona podczas II wojny światowej
- Pałac Augustówek z XVIII wieku projektu Giuseppe Sacco zlokalizowany w południowo-zachodniej części miasta i spalony przez Rosjan w 1915 r. Z jego otoczenia zachowały się klasycystyczna kaplica śś. Piotra i Pawła z 1821 roku oraz karczma z 1794 roku przebudowana po 1921 roku na dwór Maurycego O’Brien de Laçy. W czerwcu 1939 roku spędzał w tym dworze wakacje Stanisław Ignacy Witkiewicz (Witkacy)[36][37].

### Ruch bezwizowy
23 sierpnia 2016 r. zostało przez prezydenta Białorusi Aleksandra Łukaszenkę podpisane rozporządzenie, które umożliwiło podróż do Grodna oraz rejonu grodzieńskiego bez posiadania wizy do końca 2017 roku. Od turystów wymagało się jednak wykupienia wycieczki w jednym ze wskazanych białoruskich biur podróży. Granicę należy wówczas przekroczyć tylko w przejściach granicznych na terenie rejonu grodzieńskiego w Polsce (Kuźnica) lub na Litwie (Raigardas). Maksymalny czas pobytu bez wizy to 5 dni. 26 grudnia 2017 prezydent Białorusi przedłużył prawo na bezwizowy wjazd do Grodna. Została włączona możliwość podróży do Grodna bez wizy pociągiem lub samolotem a termin pobytu zwiększony do 10 dni.

## Oświata i nauka

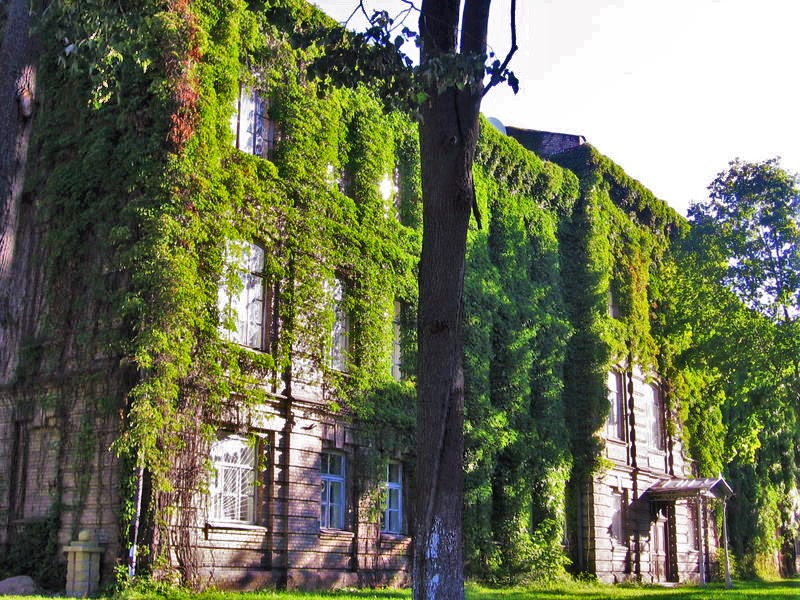
Uniwersytet im. Janki Kupały

W Grodnie działają aktualnie trzy uniwersytety:
- Uniwersytet im. Janki Kupały
- Uniwersytet Medyczny
- Uniwersytet Rolniczy

## Muzea

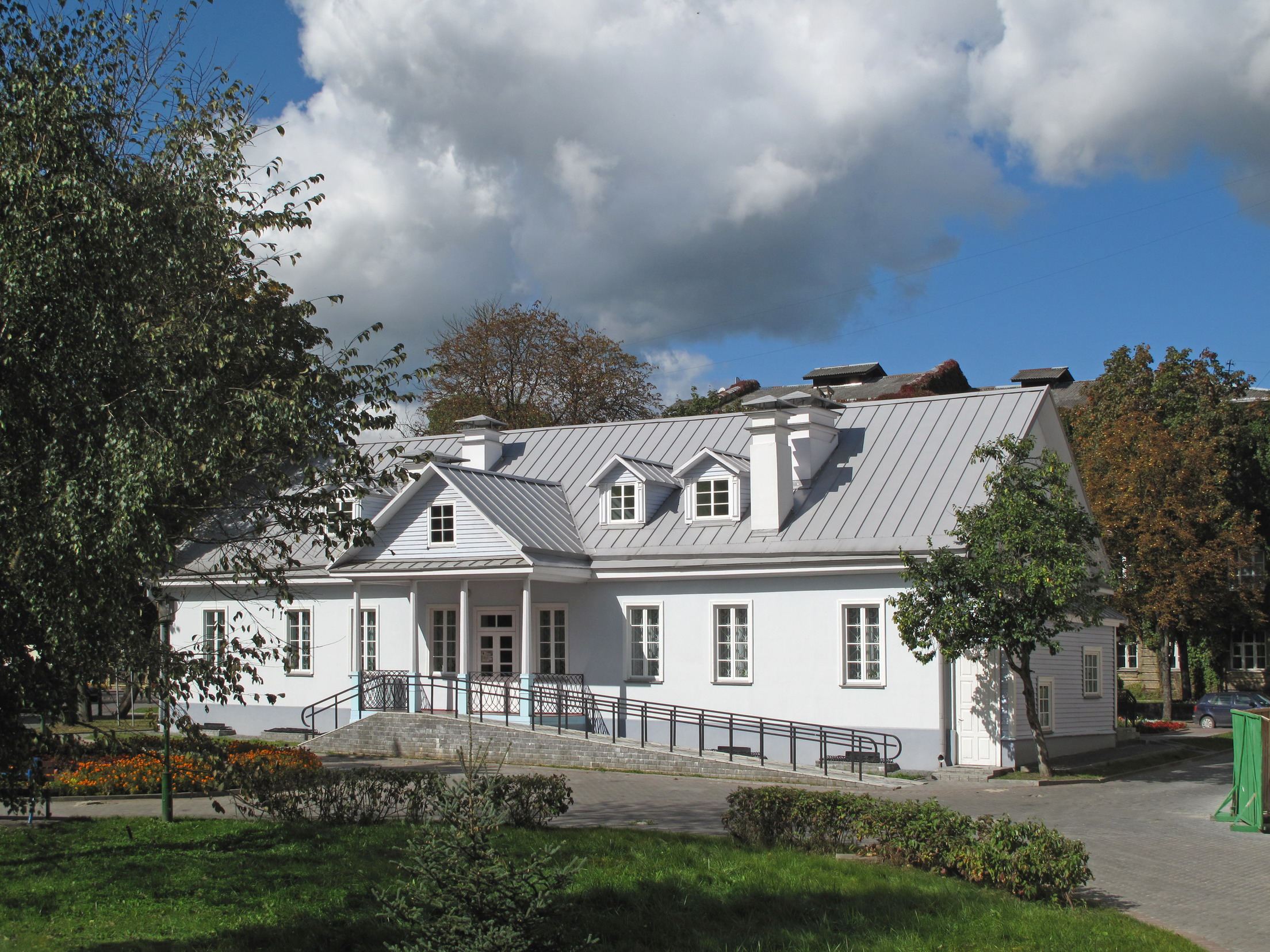
Muzeum Elizy Orzeszkowej

- Prywatne Muzeum Historii Grodna, ul. Lermontowa 25 (Bazyliańska 25)
- Grodzieńskie Państwowe Muzeum Historyczno-Archeologiczne, Zamkowa 20 (Stary Zamek)
- Muzeum Elizy Orzeszkowej w Grodnie
- Apteka jezuicka w Grodnie (Muzeum Farmacji)
- Muzeum Historii Religii, Zamkowa 16 (Pałac Chreptowiczów w Grodnie)
- Muzeum Zofii Nałkowskiej przy Katedrze Filologii Polskiej Uniwersytetu w Grodnie

## Sport
Przed wojną w mieście działało kilka polskich klubów piłkarskich, m.in. wojskowe WKS Grodno (ośmiokrotny mistrz Białostockiego OZPN), Cresovia Grodno (mistrz Białostockiego OZPN) oraz żydowskie Makkabi Grodno, Kraft Grodno i Jutrzenka Grodno. Obecnie w Grodnie oglądać można m.in. piłkarzy Niomana Grodno, występujących w białoruskiej ekstraklasie i hokeistów HK Nioman Grodno.

## Religia

### Kościoły i związki wyznaniowe
Grodno jest siedzibą władz zwierzchnich i jednostek administracyjnych Kościołów Prawosławnego i Katolickiego: eparchii grodzieńskiej i wołkowyskiej i diecezji grodzieńskiej. Z tego względu w mieście znajdują się sobór i katedra. W Grodnie są 24 cerkwie prawosławne oraz 11 kościołów katolickich. W Grodnie znajdują się także: zbór Kościoła Ewangelicko-Luterańskiego, synagoga oraz parafia Kościoła katolickiego obrządku bizantyjsko-białoruskiego.

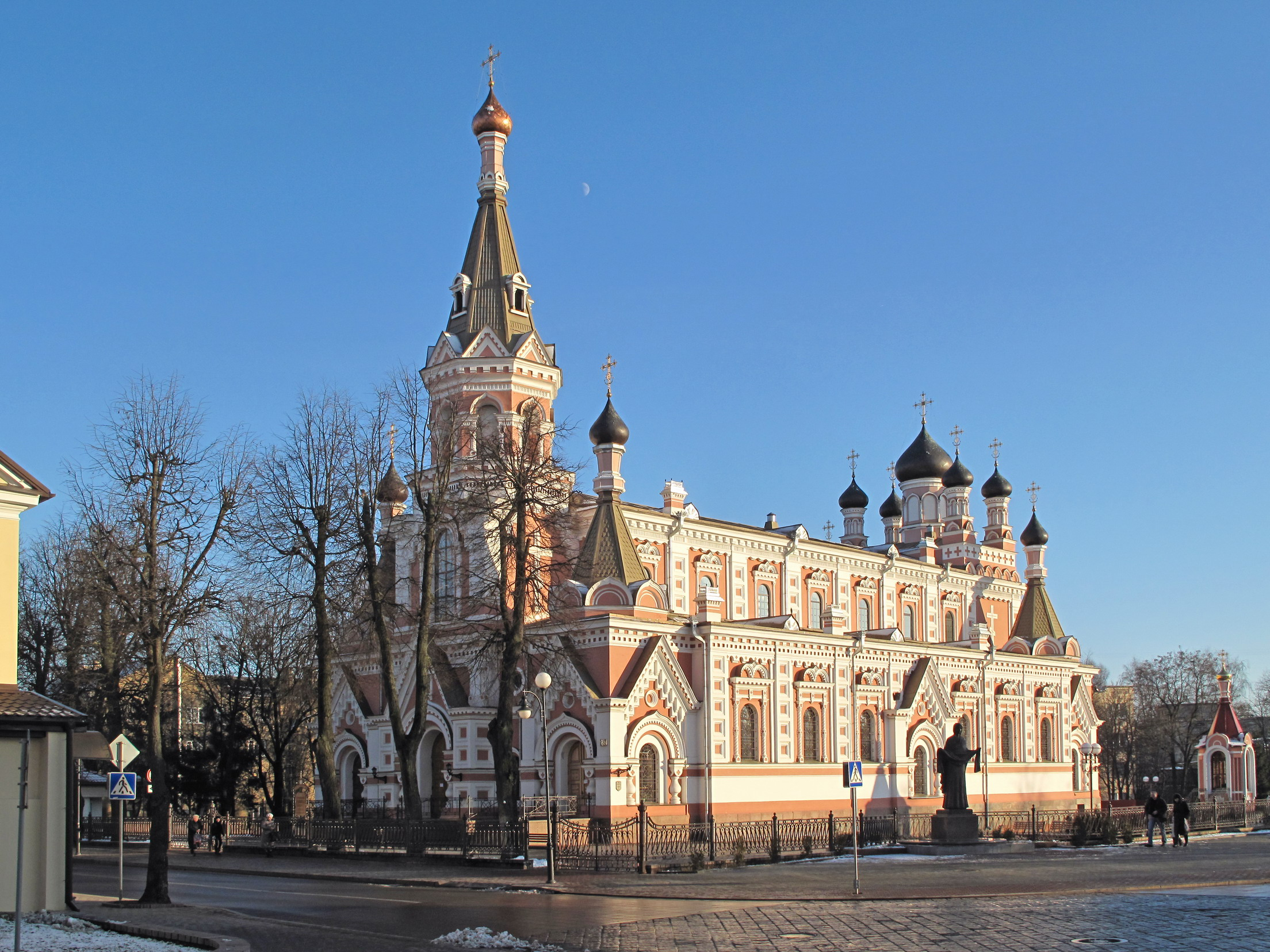
Sobór Opieki Matki Bożej w Grodnie
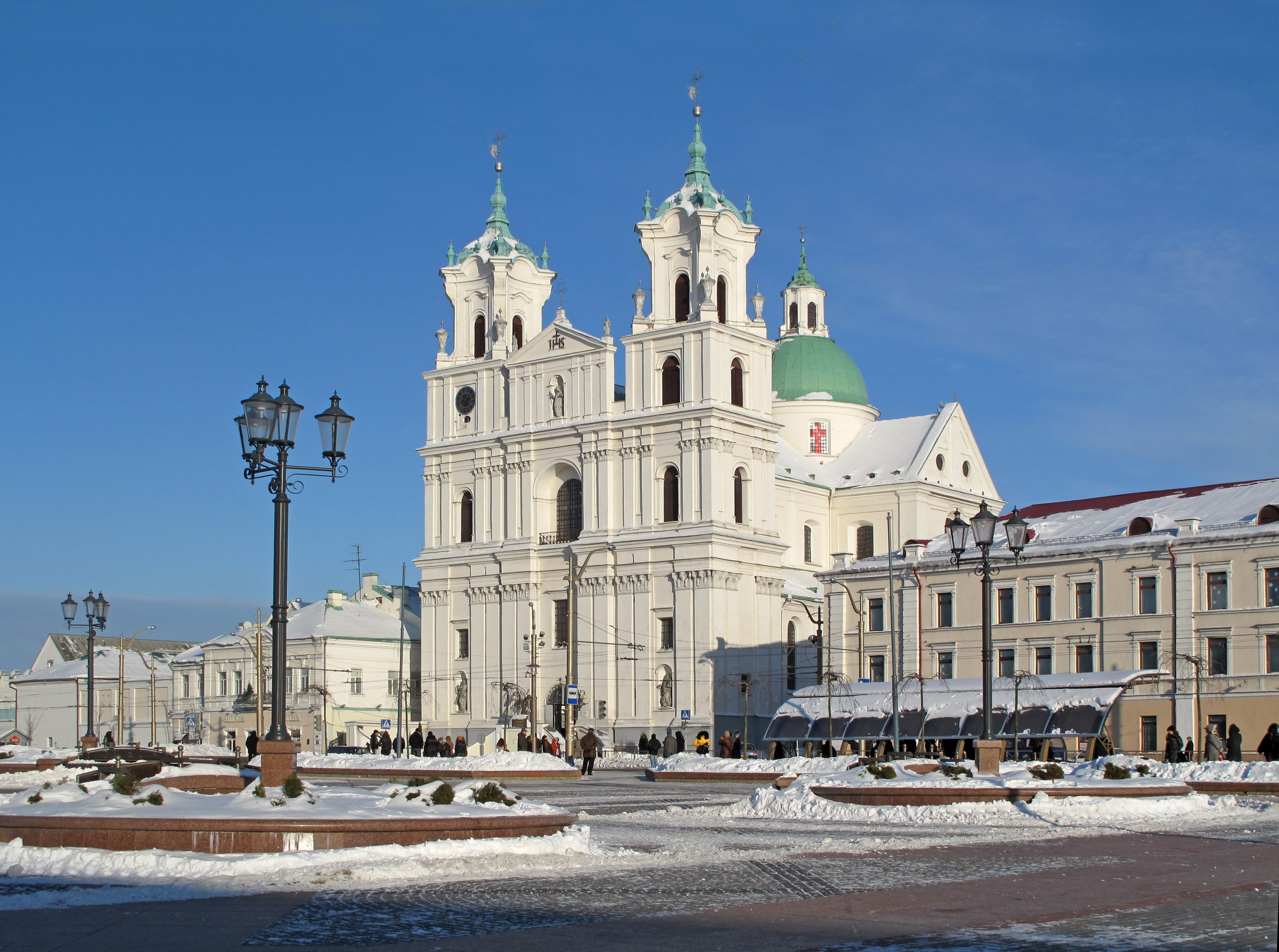
Bazylika katedralna św. Franciszka Ksawerego w Grodnie
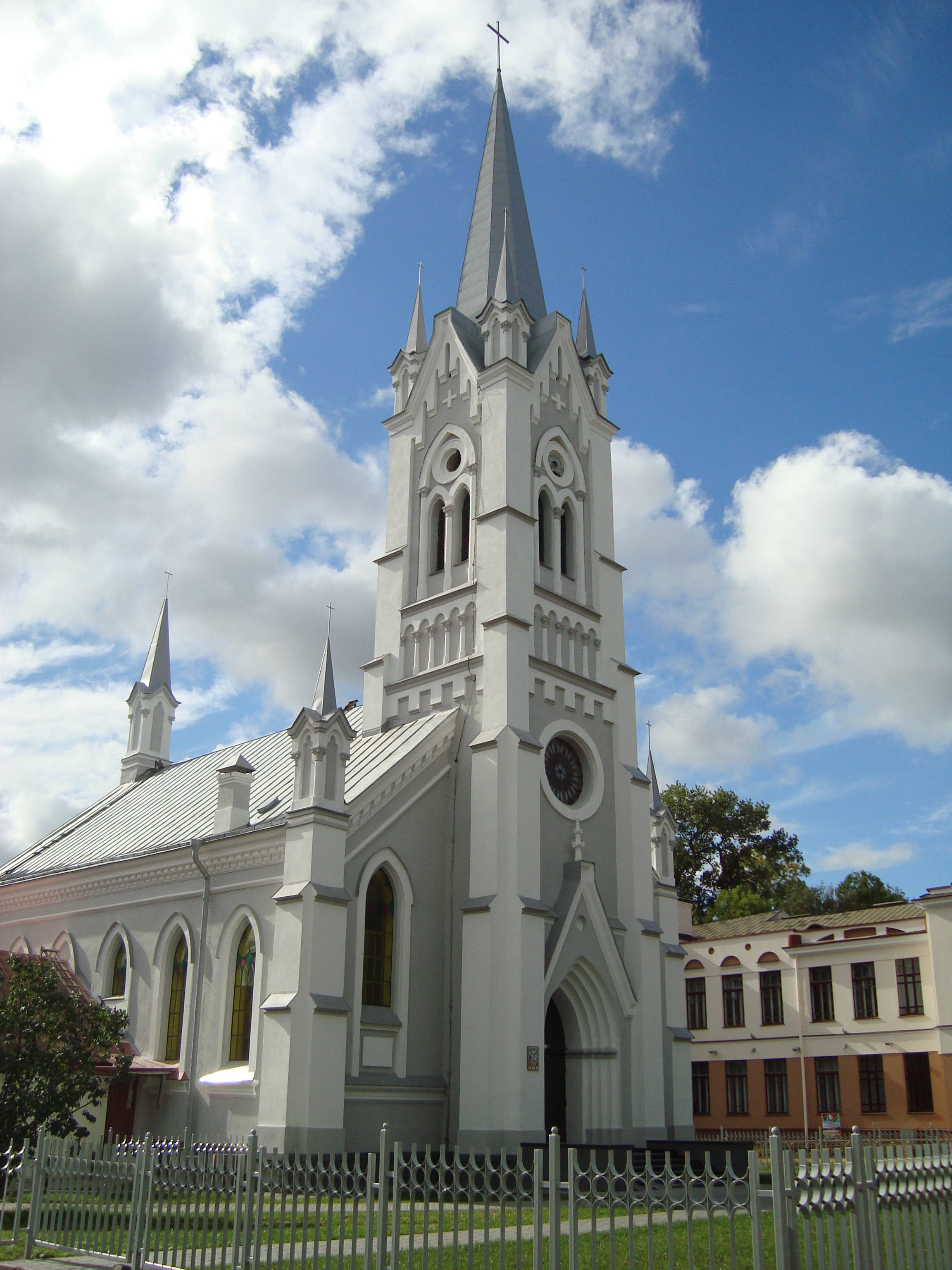
Kościół św. Jana w Grodnie
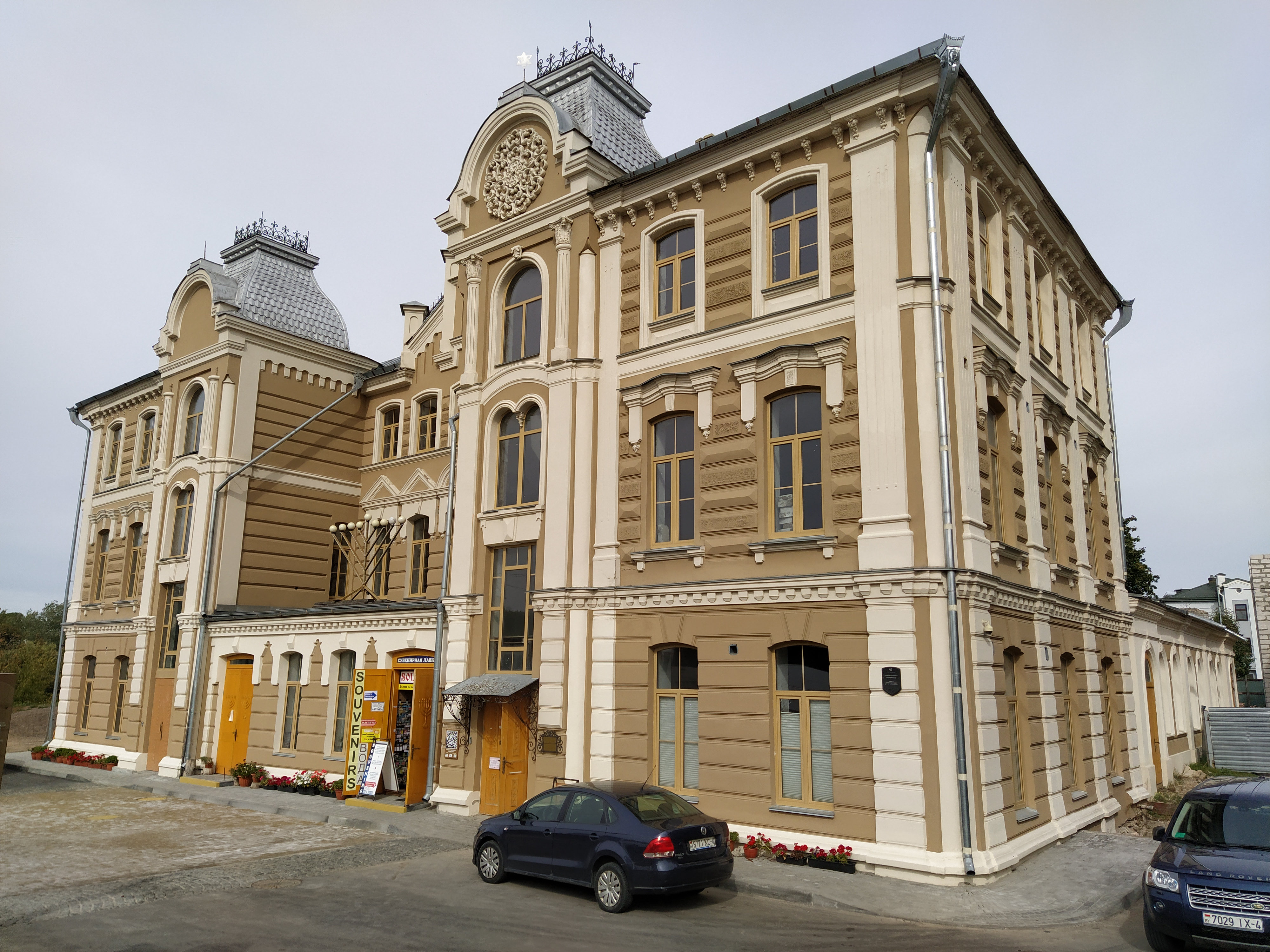
Wielka Synagoga w Grodnie

## Grodno jako garnizon wojskowy
W okresie II Rzeczypospolitej miasto było dużym garnizonem wojskowym. Stacjonowały w nim między innymi: Dowództwo Okręgu Korpusu nr III, dowództwo 29 Dywizji Piechoty i Brygady KOP.

## Osoby związane z Grodnem

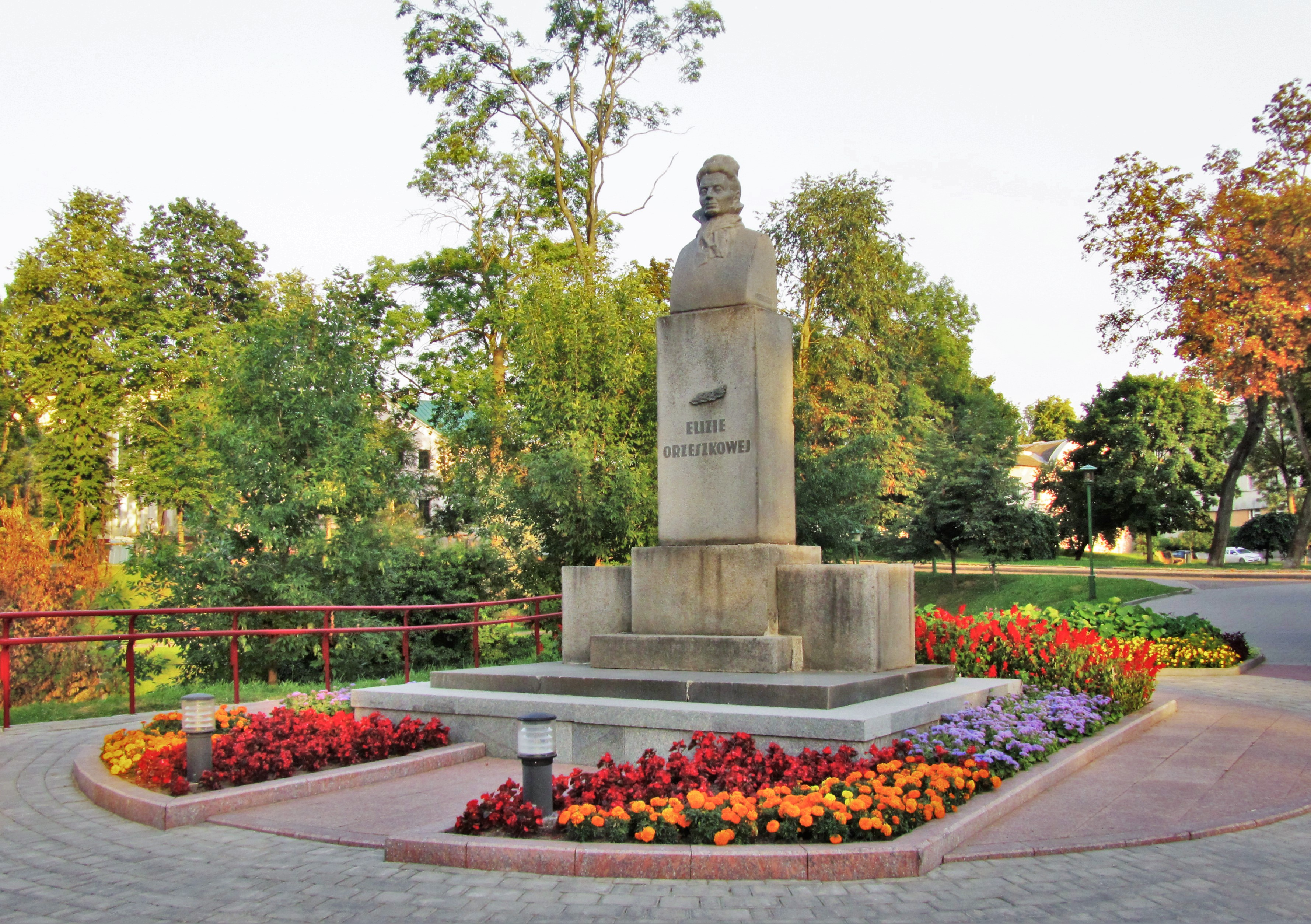
Pomnik Elizy Orzeszkowej

## Miasta partnerskie
- Limoges, Francja
- Minden, Niemcy
- Belgrad, Serbia
- Nyírbátor, Węgry
- Moskwa, Rosja
- Chimki, Rosja
- Szczołkowo, Rosja
- Peterborough, Kanada
- Królewiec, Rosja
- Skarżysko-Kamienna, Polska